# Ponotx
El Ponotx o Ponoig és un massís de 1.181 metres sobre el nivell mitjà del mar, situat al centre de la comarca de la Marina Baixa (Alacant) i a 10 km de la costa. També és conegut popularment com a El lleó adormit degut al seu aspecte similar a la silueta d'un lleó en actitud de repòs, si és vist desde els pobles de Polop i La Nucia. Es tracta de la prolongació més meridional de la Serra d'Aitana. Forma part de la Serralada Prebètica, al sud-est de la península Ibèrica.
Amb una altitud de 1.181 metres, es tracta d'un dels cims més elevats de la província d'Alacant. Està envoltat per la Serra Cortina, el Puig Campana i la Serra Bernia. Destaca pel gran valor paisatgístic i ambiental amb gran diversitat ecològica i morfològica que juntament a la seva proximitat al mar afavoreixen l'existència de diversos hàbitats i espècies de flora i fauna.
Juntament amb el Puig Campana, va ser declarat Paisatge Protegit al 2006.
El massís està integrat per tres sectors principals: el Tossal de Llevant, el Ponoig (que dona nom al conjunt) i la Torre d'en Mig, la qual separa els dos sectors anteriors.
Al tractar-se d'un massís amb nombroses rutes i parets verticals s'ha convertit en un lloc de referència per a la pràctica de l'alpinisme i l'escalada. La primera ruta d'escalada "L'esperó dels anglesos" la van obrir Bryan Royle i Kim Meldrumque al 1970 i la van publicar a la revista Climb amb el nom "Les dolomites de la Costa Blanca".